# Bettencourt Boulevard ou une histoire de France
 (février 2024).
- Si vous ne connaissez pas le sujet, laissez ce bandeau (vous pouvez alors contacter les auteurs).
- Si vous supprimez le contenu mis en cause (vous pouvez préalablement contacter les auteurs),

argumentez précisément cette suppression dans la page de discussion
(un manque de référence n'est pas un argument ; une recherche réelle de référence doit avoir été effectuée, être formellement documentée).
Bettencourt Boulevard ou une histoire de France est une pièce de théâtre écrite par Michel Vinaver, parue aux éditions L’Arche en 2014. La pièce est jouée pour la première fois le 19 novembre 2015 au Théâtre National Populaire dans une mise en scène de Christian Schiaretti.
Michel Vinaver écrit cette pièce à l'âge avancé de 88 ans et ce sera donc la dernière qu'il écrira avant son décès en 2022.
Depuis son éclatement en 2010, l'Affaire Woerth-Bettencourt ne cesse d'être rediscutée par différentes instances de presse. Vinaver décide de compléter le travail des journalistes en y amenant un point de vue nouveau, celui d'un dramaturge. Ainsi, «il s'agit de redécouvrir (cette affaire) non pas sur le mode du théâtre documentaire mais à travers une poétique du montage».
Le toponyme Bettencourt Boulevard renvoie au film Sunset Boulevard de Billy Wilder, un boulevard où beaucoup de gens et d'affaires s'entrecroisent comme dans la pièce de Vinaver où l'affaire Woerth-Bettencourt et l'affaire Banier Bettencourt s'entremêlent.

## Contexte historique

Portrait de Liliane Bettencourt sur billet de banque (2010).

La pièce Bettencourt Boulevard ou histoire de France découle directement de l’affaire Woerth-Bettencourt qui éclate en juin 2010 lorsque Mediapart fait fuiter des enregistrements clandestins qui révèlent la vérité non seulement sur les affaires de Liliane Bettencourt, mais également sur celles de tous ceux qui gravitaient autour d’elle. Allant des domestiques jusqu’à ses amis très proches et haut placés, leurs noms ont tous paru au moins une fois dans les coupures de presse. Cette affaire suscite alors énormément d’attention médiatique en France, mais également à l’international. On pourrait résumer cette affaire avec cette phrase très justement employée dans le documentaire Netflix: « L’argent rend fou » .
L’argent, et la folie qui en découle, sont au centre de la pièce qui met en scène la principale actionnaire du groupe l’Oréal. Héritière et fille d’Eugène Schueller, fondateur du groupe l’Oréal, Liliane Bettencourt est la femme la plus riche du monde à l’époque des faits. Liliane Bettencourt et André Bettencourt, son mari, n’ont qu’une fille, Françoise Bettencourt Meyers de laquelle Liliane Bettencourt n’est pas très proche. En effet, elles entretiennent une relation conflictuelle qui s’envenime avec la vendetta que Françoise entretient à l'égard de François-Marie Banier, ami proche de Liliane et de la famille Bettencourt. François-Marie Banier et Liliane Bettencourt cultivent une amitié qu’ils font florir par des voyages aux quatre coins du monde ou encore par des «cadeaux démesurés» de la part de Liliane Bettencourt. Cette générosité à outrance est vue par Françoise Bettencourt Meyers comme un «abus de faiblesse» de François-Marie Banier sur Liliane Bettencourt. Quand Françoise entame une démarche légale contre Banier, l’affaire Banier Bettencourt naît et la relation mère-fille s’envenime d’autant plus.
Ces soupçons d'un abus de faiblesse sont confirmés en 2010 lorsqu’une septantaine d’enregistrements de conversations privées entre Liliane Bettencourt et son gestionnaire de fortune, Patrice de Maistre, fuitent sur le site de Mediapart. Ces enregistrements, fait par le majordome des Bettencourt, révèlent non seulement des comptes bancaires dissimulés en Suisse, mais également des affaires avec Éric Woerth, ministre du budget de l'époque, et plus indirectement, avec Nicolas Sarkozy, président de la république française en 2010. En plus d'être soupçonné de fraude fiscale, Liliane Bettencourt invite régulièrement Nicolas Sarkozy et sa famille pour des repas. Bien qu'ils prétextent une amitié de longue date, l'opinion publique fait rapidement le rapprochement entre ces repas et le financement d'une campagne politique. L'affaire Woerth-Bettencourt naît alors, et Éric Woerth est d'autant plus impliqué, étant donné qu'il est le trésorier de la campagne électorale de Nicolas Sarkozy.

## Structure de la pièce et processus de création

### Une œuvre atypique
Bettencourt Boulevard ou une histoire de France peut être qualifié de pièce de théâtre contemporaine. Dans un premier temps parce que la pièce se découpe en trente morceaux, bien loin alors de la structure du théâtre classique d'une pièce en cinq actes. Ensuite parce qu'elle ne respecte ni l'unité de temps ni celle de lieu. En effet, la temporalité est éclatée puisque des voix de plusieurs époques différentes résonnent en même temps. On[Qui ?] peut par exemple mentionner des voix d'outre-tombe, comme celles d'Eugène Schuller, fondateur de L'Oréal ainsi que celle du rabbin Robert Meyers. Ensuite, les lieux semblent eux aussi, divers puisqu'on oscille entre le salon de Madame Bettencourt ou encore son bureau, ainsi que de nombreux autres endroits de sa demeure. Finalement, seule l'unité d'action subsiste puisque la principale intrigue est l'affaire Woerth-Bettencourt; affaire complexe que Vinaver sera contraint de simplifier afin qu'elle puisse être contenue dans sa pièce.
Autre caractéristique atypique de la pièce, la présence des personnages dans chaque morceau n'est pas précisée par une didascalie, le lecteur les découvre au fur et à mesure de leur tour de parole. Cependant, la présence du chroniqueur dans la première et dernière scène permet d'amener un certain cadre à la pièce. Ce dernier  « se trouve en surpolmb et n'appartient à aucun groupe », ce qui lui donne presque un statut de narrateur omniscient, qui permet de structurer la pièce. Autre spécificité, Vinaver décide de ne pas, ou peu, ponctuer ses phrases car selon lui, la ponctuation « fait obstacle au jaillissement des rythmes, des associations d'images et d'idées, gêne les assemblages, les recouvrements de sons et de sens, empêche tout ce qui est confusion ».
Finalement, sa pièce est profondément ancrée dans l'histoire de France et s'intéresse particulièrement à l'affaire Woerth-Bettencourt. Il s'agit d'une affaire complexe qui soulève de multiples enjeux et met en scène de nombreux personnages. Il est donc nécessaire d'avoir une connaissance préalable de cette affaire pour parvenir à comprendre et apprécier la pièce.

### Une structure fragmentée
La pièce est constituée de trente morceaux de tailles inégales. Il n’y a pas d’ordre logique ni chronologique entre les différents morceaux. Ce type de structure a déjà été entrevu par l'auteur dans d'autres de ses œuvres, comme par exemple La Demande d'emploi, dans laquelle il n'y a pas de lien logique ou chronologique entre les différents fragments. Cette structure aléatoire choisie par Michel Vinaver peut donner l'impression d'un patchwork, d'un genre d'assemblage de fragments. Cela va s'en dire, dans le processus même de création, il s'inspire de divers fragments lus dans le presse ainsi que des « transcription[s] des enregistrements du majordome des Bettencourt » , après qu'elles ont été rendues publiques par Mediapart ou Le Point. La structure bien particulière pour laquelle il opte est donc intimement liée à la genèse même de son œuvre. Il décrit ainsi son processus de création : 
« Après avoir accumulé les coupures de presse et les avoir classées dans des chemises, au moment de commencer à écrire, je me suis dit qu’il ne fallait pas que je les ressorte: j’aurais été étouffé. L’écriture de la pièce est un jeu entre la mémoire et l’oubli, qu’il me fallait accepter, sans craindre d’être incomplet ou fragmentaire. » 
Il précise également que par peur d'avoir trop de contenu sur cette affaire très dense, il a préféré travailler de mémoire pour aller droit à l'essentiel. Il a choisi de travailler « sans plan. Sans construction préalable. [...] En faisant confiance au processus d'incubation dont [il] avait été le siège » .
Par ailleurs, la structure ainsi que la conception même de l'œuvre Bettencourt Boulevard ou une histoire de France rappelle la pièce Portrait d'une femme. En effet, il s'emparait également d'une histoire d'actualité, à savoir celle de Pauline Dubuisson, condamnée dans les années 50 à une vingtaine d'années de prison. Pour la réalisation de cette pièce, comme pour Bettencourt Boulevard, il part de divers articles de presse et il en résultera une pièce déstructurée en fragments qui ne sont pas nécessairement interconnectés les uns avec les autres.

#### Pièce déstructurée: à l’image des troubles cognitifs de Liliane
Selon Philippe Manevy, Bettencourt Boulevard ou une histoire de France, faite de divers fragments, orchestrés/agencés sans ordre logique ni chronologique avec parfois même des incomplétudes quant à l’affaire Woerth-Bettencourt semble se référer directement à l’état mental de Liliane Bettencourt construction de la pièce serait alors centrée autour du personnage de Liliane et permettrait au lecteur de percevoir cette affaire de l’intérieur, comme si ce dernier était Liliane.    

Le chroniqueur rappelle dans la scène dernière, les différents troubles dont Liliane est atteinte : 
«La patiente est atteinte de troubles cognitifs évidents
Avec désorientation temporelle
Troubles mnésiques
Troubles de raisonnement et éléments aphasique

[...]»
Ainsi, la structure fragmentée de la pièce ainsi que les collisions entre différentes strates temporelles pourraient représenter la façon dont Liliane perçoit cette affaire, tenant compte des divers troubles dont elle est affectée. Cette approche fragmentaire et ce parallèle avec l’état mental de Liliane permet d’amener un nouveau point de vue sur cette affaire tant de fois discutée.

#### Scène des éclats: parallèle avec le film de Wilder
Le morceau vingt-neuf, soit l'avant-dernier morceau, possède une particularité puisque Vinaver précise entre parenthèses «(scène des éclats) ». En effet, « il s'agit de 93 fragments de la pièce, 93 bribes qui sont autant d'échos, de reprises exactes ou légèrement déformées de paroles entendues pendant les scènes ». Cette scène raisonne avec l'affaire Woerth-Bettencourt au moment où l'auteur écrit la pièce : les coupures de presse se multiplient, mettant chacune l'accent sur différents aspects de cette affaire, et tout cela s'entremêle avec les enregistrements divulgués par Pascal Bonnefoy dès lors qu'ils sont rendus publics. L'affaire étant sans issue encore, Michel Vinaver renonce à l'idée d'inventer une fin plausible et trouve comme issue cette stratégie, ce « portail » qu'il décrit lui-même comme « des feuilles qui tombent, un effet de nuage, un processus d'éparpillement de la mémoire [ou encore] des paroles déjà entendues ».
Par ailleurs, cette scène d'éclats fait un parallèle direct avec le film Sunset Boulevard de Billy Wilder dont la pièce tient déjà son titre. Si l'on visionne la dernière scène de Sunset Boulevard, on y voit un rapport sans équivoque à la scène d'éclats où les voix se multiplient et se croisent. Les éléments communs sont flagrants: «une femme âgée et célèbre qui perd le sens de la réalité, qui sombre dans une forme de folie, un domestique dévoué, un scandale, l'intervention de la police, un rapport de séduction ».

### Un théâtre de la voix
Cette pièce de Vinaver a avant tout été pensée pour être jouée plus que lue et l'aspect sonore représente donc un thème majeur. En effet, alors que la pièce était à demi-écrite, l'auteur croise Christian Schiaretti, metteur en scène de deux autres de ses pièces, et ce dernier souhaite alors aussitôt la mettre en scène alors que la pièce n'est même pas achevée. Vinaver explique alors :   
«M'ayant entendu lui en lire la moitié qui était déjà sur le papier, et sans savoir ce qui allait suivre - mais moi non plus - Christian sans autre délibération m'a dit qu'il était preneur pour sa saison suivante».
Au-delà de l'aspect théâtrale de la pièce, les matériaux qui a servi de base pour la construction de cette pièce ne sont autres que des enregistrements sonores, à savoir ceux produits par Pascal Bonnefoy, et son  «petit enregistreur». Philipe Manevy, Christophe Mollier-Sabat et Isabelle Truc-Mien précisent dans leur dossier pédagogique sur la pièce que  «cette dramaturgie de l’entrelacs fait du matériau sonore la matière première de ce théâtre » .

## Personnages
Les personnages présentés dans l'œuvre de Vinaver ne sont autres que des personnages réels et comme le précise Fabienne Pascaud : « tous les noms sont vrais. Tous les personnages ont existé ». Vinaver n'a jamais cherché à masquer les noms de ces derniers et il précise qu' « il eut été vain d'en maquiller l'identité. Ils eussent été trop reconnaissables sous de faux noms ou autrement masqués».
L'auteur se dédouane de ce choix osé en précisant qu' « en tant qu'auteur, [il] ne donne pas de leçon. [Il] essaie d'embrasser tous les éléments et d'inviter celui qui les reçoit, comme le lecteur ou le spectateur à réfléchir [...] ». Ainsi, en s'inspirant de propos étant déjà publics, il les met à disposition de ses lecteurs sous un jour nouveau qui est celui de l'art théâtral.
La liste des personnages, telle qu'elle apparaît dans l'œuvre, dans l'ordre des entrées en scène :  
- Chroniqueur
- Eugène Schueller, fondateur de L’Oréal
- Rabbin Robert Meyers
- Liliane Bettencourt, fille d’Eugène Schueller, mère de Françoise
- François-Marie Banier
- Patrice de Maistre, gestionnaire de fortune de Liliane Bettencourt
- Françoise Bettencourt Meyers, fille de Liliane et André Bettencourt
- Lindsay Owen-Jones PDG de L’Oréal
- Nicolas Sarkozy, président de la République
- Dominique Gaspard, femme de chambre de Liliane Bettencourt
- Joëlle Lebon, femme de chambre de Liliane Bettencourt
- Claire Thibout, comptable de Liliane Bettencourt
- Pascal Bonnefoy, majordome d’André Bettencourt
- Éric Woerth, ministre du Budget, maire de Chantilly, président du premier Cercle
- Neuropsychiatre
- André Bettencourt, mari de Liliane et père de Françoise, ancien ministre
- Florence Woerth, femme d’Éric Woerth

## Enjeux de la pièce

### Mythologie
Les références mythologiques et historiques sont récurrentes dans Bettencourt Boulevard ou une histoire de France. D'ailleurs, l'épigraphe de la pièce, qui est un extrait de Le Galet de Francis Ponge, annonce dès le départ les enjeux de la mythologie dans une pièce écrite au XXIe siècle: 
Ici, point de générations, point de races disparues. Les Temples, les Demi-Dieux, les Merveilles, les Mammouths, les Héros, les Aïeux voisinent chaque jour avec les petits-fils. [...] Point de conception: tout existe; ou plutôt, comme au paradis, toute la conception existe.
Ces enjeux tels que présentés ici par Ponge sont d'autant plus présents dans la mise en scène de Christian Schiaretti où l'espace unique de la scène crée une sorte d'unité : « La convention d’un espace unique permet que demeurent sur le plateau des personnages qui ne sont pas nécessairement impliqués dans le dialogue en cours ». Cette nouvelle unité permet de voir les similitudes et parallèles faits entre la mythologie et l'affaire Bettencourt. De cette façon, l’épigraphe ainsi que les références mythologiques présentes dans la pièce se rallient à la tradition de la tragédie grecque. Par exemple, il en est fait mention à la scène vingt-et-une dans un dialogue entre le chroniqueur et Françoise Bettencourt Meyers :   
Françoise Bettencourt Meyers
Les Grecs ont tenté de mettre un peu d'ordre dans le chaos du monde  
un peu de sens   
Ils ont inventé la tragédie  
Chroniqueur
L'affaire Bettencourt est-elle une tragédie?  
Françoise Bettencourt Meyers
Ma mère comme Palamède a été piégée  

Mais les anciens Grecs n'avaient pas encore inventé les neuropsychiatres experts devant les tribunaux. 
Dans cette échange, le parallèle entre le système de justice et la tragédie grecque est déclaré. Ultérieurement à ce passage, le chroniqueur mentionne le livre Les Dieux Grecs de Françoise Bettencourt Meyers où elle débat les généalogies des divinités, thème pertinent dans le cas du scandale qui frappe sa mère. Le chroniqueur relate même un passage retiré de ce livre comme pour légitimer les analogies faites à la mythologie dans Bettencourt Boulevard ou une histoire de France.   

### Antisémitisme
Au delà de la part mythologique apparente dans cette pièce, l'accent est également mis sur le caractère antisémite de certains des propos du personnage de Liliane Bettencourt. Le père de Liliane, Eugène Schueller, était ouvertement antisémite, et cela se répercuta sur l'éducation de Liliane. Alors quand sa fille Françoise épouse un rabbin, Robert Meyers, dont la mère a été déportée à Auschwitz, elle ne voit pas l'union d'un bon œil car elle craint que sa descendance soit juive. De ce fait, il peut être entendu dans les enregistrements et lu dans la pièce un certain nombre de commentaires faits par Liliane à l'égard des Juifs et de sa réticence à l'idée d'être associée à eux.

Fasciné par la présence de deux extrêmes au sein d'une même famille, à savoir celle Eugène Schueller, fondateur de L'Oréal, mais aussi partisan du courant antisémite et collaborateur de La Cagoule et celle du rabbin Robert Meyers (en fait son petit fils Jean-Pierre Meyers, juif résistant dont la mère est décédée à Auschwitz, Vinaver consacre une scène entière pour mettre cette opposition en avant. Il s'agit de la scène vingt-huit sous-titrée "Scène des Nommos selon la cosmologie Dogon" dans laquelle il met en scène Schueller et le rabbin. Ces derniers prennent la parole à tour de rôle sans pour autant entrer en dialogue, chacun parle pour soi, comme si on assistait à un dialogue de sourds. Alors que Schueller semble être obsédé par le travail, l'argent et le fait qu'il ait inventé le salaire proportionnel, le rabbin, lui, ne cesse de se questionner sur sa mère déportée à Auschwitz :  
Eugène Schueller
Le goût du travail le travail le travail et encore le travail
Rabbin Robert Meyers
Maman et moi 
Nous ne nous sommes pas revus depuis l'ouverture des portes  
du wagon à Auschwitz et je pense sincèrement que nous ne nous reverrons pas.
Eugène Schueller
Le travail n'est pas une peine pour moi c'est ma force mais  

aussi ma joie 
Ce passage fait directement référence à l'expression allemande "Arbeit marcht frei", utilisée lors de la seconde guerre mondiale dans les camps de concentration. Ce culte pour le travail établi par Eugène Schuller met en évidence l'aspect ambivalent que ce terme peut représenter. Alors que certains comme Eugène Schueller peuvent en bénéficier et monter un empire capitaliste comme L'Oréal, d'autres doivent le subir. Tel est le sort des proches du Rabbin Robert Meyers qui seront déportés à Auschwitz et y mourront.

Bien que Vinaver soit connu pour son théâtre du quotidien, ses pièces cachent bien souvent un autre message. Edwy Plenel commente alors:
"Mais non: il nous trompe; ce n'est pas du quotidien qu'il s'agit, c'est de la grande Histoire; seulement, il sait en extraire l'essence en regardant les gens vivre". 
Dans Bettencourt Boulevard ou une histoire de France, en examinant l'histoire familiale de la famille Bettencourt, Vinaver aborde en réalité des enjeux bien plus profonds que les querelles familiales et les histoires d'argent de la famille. Il dévoile les nombreux enjeux sous-jacents antisémites qui se cachent derrière une des familles les plus riches du monde et dévoile alors un aspect sombre de l'Histoire de France, qui fait directement référence au sous-titre du livre.

## Représentations théâtrales
Une lecture de la pièce est organisée au Festival d'Avignon en septembre 2015 et sera également diffusée sur France Culture, en partenariat avec la SACD. La pièce est lue par Anouk Grinberg, dans une réalisation de Baptiste Guiton.
Bettencourt Boulevard ou une histoire de France est pour la première fois représentée au Théâtre National Populaire dans une mise en scène de Christian Schiaretti à la fin de l'année 2015. Elle sera ensuite jouée au Théâtre nationale de la Colline puis à la Comédie de Reims au début de l'année 2016.

Une des actrices principales, Francine Bergé qui jour le personnage de Liliane Bettencourt se confie quant aux difficultés rencontrées lorsqu'il s'agit de jouer une personne qui existe réellement:  
«L'idée de jouer un personnage qui est vivant, c'est un défi. Mais en fait, je suis toujours étonnée quand je vois une photo de Liliane Bettencourt maintenant: je ne suis pas comme ça, ce n'est pas Liliane Bettencourt ça! Ah si, c'est Liliane Bettencourt et moi je suis Francine Bergé et je vais jouer Liliane Bettencourt. Je revois une photo de Liliane Bettencourt et ça me refait la même chose. Et puis elle s'éloigne petit à petit. Liliane Bettencourt, c'est moi, ce n'est pas elle. Moi je ne me suis pas emparée de Liliane Bettencourt, c'est plutôt elle qui est en train de s'emparer de moi. » 
Finalement, la distinction entre la pièce et la réalité semble claire:  «la création s'opère à partir du texte, qui est une fiction, plus qu'à partir de la "personne réelle". Il ne s'agit pas de "s'emparer" d'une personne, mais de faire exister une autre ».

### Distribution des rôles
| Acteurs            | Personnages                  |
| Francine Bergé     | Liliane Bettencourt          |
| Stéphane Bernard   | Pascal Bonnefoy              |
| Clément Carabédian | Chroniqueur                  |
| Jérôme Deschamps   | Patrice de Maistre           |
| Philippe Dusigne   | André Bettencourt            |
| Didier Flamand     | François-Marie Banier        |
| Christine Gagnieux | Françoise Bettencourt Meyers |
| Damien Gouy        | Neuropsychiatre              |
| Clémence Longy     | Dominique Gaspard            |
| Elizabeth Macocco  | Claire Thibout               |
| Clément Morinière  | Eric Woerth                  |
| Nathalie Ortega    | Florence Woerth              |
| Gaston Richard     | Nicolas Sarkozy              |
| Juliette Rizoud    | Joëlle Lebon                 |
| Julien Tiphaine    | Lindsay Owens-Jones          |

## Distinctions
- Grand Prix de la littérature dramatique de l’année 2015[31].